# Электронная клавиатура

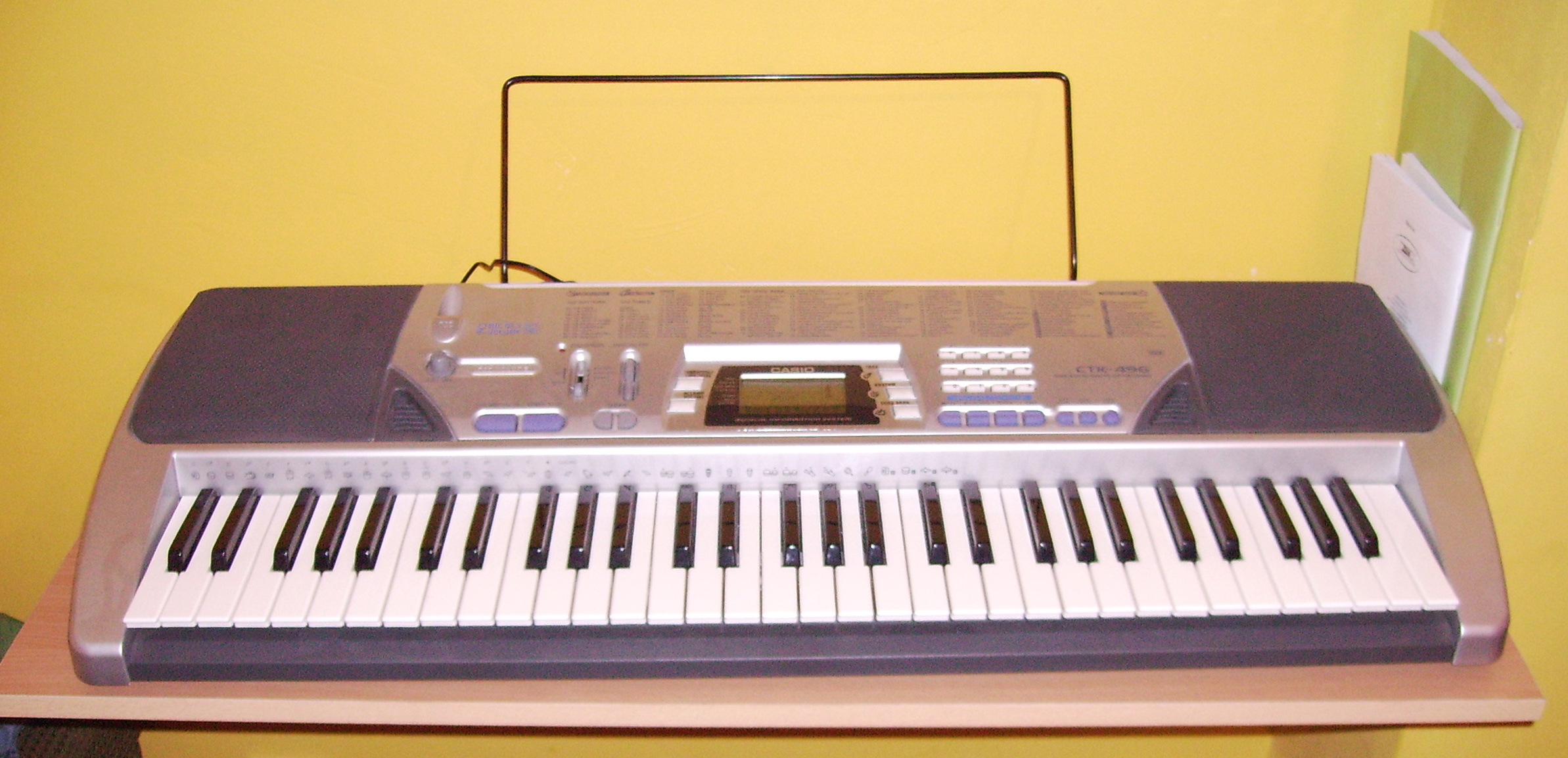
Электронная клавиатура Casio CTK-496

Электронная клавиатура (также портативная клавиатура или цифровая клавиатура) - электронный клавишный музыкальный инструмент. Электронными клавишными являются синтезаторы, цифровые пианино, электронные органы, музыкальные рабочие станции и т. д. С технической точки зрения электронная клавиатура представляет собой синтезатор с маломощным усилителем мощности и небольшими динамиками.
Электронные клавиатуры могут воспроизводить самые разные звуки музыкальных инструментов (т. к. скрипка, гитара, фортепиано, орган и т.д.), а также воспроизводить синтезированные тона с менее сложным синтезом (ил вообще отсутствующим). Электронные клавишные как правило предназначены для домашних пользователей, начинающих и непрофессиональных музыкантов. Обычно они имеют невзвешенные клавиши. У самых низкобюджетных моделей клавиши не чувствительны к силе нажатия, но в моделях средней и высокой ценовой категории они есть. У домашних клавиатур мало возможностей для редактирования цифрового звука. Пользователь обычно выбирает из ряда предустановленных «голосов» или звуков, которые включают имитации многих инструментов и некоторых звуков электронных синтезаторов. Домашние клавиатуры стоят намного меньше, чем профессиональные синтезаторы. Ведущими производителями домашних клавишных являются Alesis, Casio и Yamaha.

## Терминология
Электронная клавиатура может также называться цифровой клавиатурой или домашней клавиатурой, последняя часто относится к менее продвинутым или недорогим моделям, предназначенным для начинающих. Малоизвестный термин «портативный орган» широко использовался в странах Азии для обозначения электронных клавиатур в 1990-х годах из-за сходства характеристик электронных клавиатур и электронных домашних органов , последние из которых были популярны в конце 20 века.
В России, Украине, и Белоруссии электронные клавишные инструменты (включая электронную клавиатуру, цифровое пианино и сценическое пианино) часто называют просто синтезаторами, хотя, в отличие от настоящего синтезатора, электронная клавиатура не создаёт новые звуки, а лишь использует заранее записанные в его память тембры, звуки и сэмплы.
Термин электронная клавиатура также может использоваться для обозначения синтезатора или цифрового пианино в разговорной речи.

## Компоненты
Основные компоненты современной электронной клавиатуры:
- Музыкальная клавиатура: белые и черные клавиши в стиле пианино, которые нажимает игрок, таким образом соединяя переключатели, которые запускают электронные схемы для генерации звука. В большинстве клавиатур используется схема матрицы клавиатуры, чтобы уменьшить количество необходимой проводки. В электронных клавиатурах часто используются невзвешенные клавиши синтезаторного типа для экономии средств и уменьшения веса инструмента. Напротив, сценическое пианино и цифровые пианино обычно имеют взвешенные или полувзвешенные клавиши, которые имитируют ощущение акустического пианино.
- Система пользовательского интерфейса: программа (обычно встроенная в компьютерный чип), которая обрабатывает взаимодействие пользователя с такими элементами управления, как музыкальная клавиатура, меню и кнопки. Эти контроллеры позволяют пользователю выбирать звуки различных инструментов (например, фортепиано, гитары, струнных, ударных), цифровые эффекты (реверберация, эхо, хорус или сустейн) и другие функции (например, транспонирование, аккомпанемент, секвенсор, запись, внешние СМИ и др.). Система пользовательского интерфейса обычно включает в себя ЖК-экран, который предоставляет пользователю информацию о выбранном им синтезированном звуке, например, о темпе или активированных эффектах (например, реверберации) и других функциях.
- Компьютеризированный музыкальный аранжировщик: программа, которая создает ритмы и аккорды с помощью компьютеризированных команд, обычно MIDI. Электронное оборудование также может сделать это. Большинство компьютеризированных аранжировщиков могут играть различные ритмы (например, рок, поп, джаз).
- Звуковой генератор: цифровой звуковой модуль, обычно содержащийся во встроенной постоянной памяти (ПЗУ), способный принимать MIDI- команды и воспроизводить электронные звуки. Электронные клавиатуры обычно включают синтез на основе сэмплов, но более продвинутые клавиатуры могут иногда включать синтез физического моделирования.
- Усилитель и динамики: внутренний усилитель мощности звука , обычно мощностью от 5 до 20 Вт, подключенный к чипу звукового генератора. Затем усилитель подключается к небольшим маломощным динамикам, которые воспроизводят синтезированные звуки так, чтобы слушатель мог их слышать. Менее дорогие инструменты могут иметь один монофонический динамик. Большинство моделей обычно имеют два динамика, воспроизводящих стереозвук, часто с твиттерами для более продвинутых моделей.
- Источник питания: Клавиатуры могут иметь или не иметь внутреннюю систему питания, встроенную в основную печатную плату, но большинство современных клавиатур часто оснащены прилагаемым адаптером переменного тока.
- MIDI-терминалы : большинство клавиатур обычно имеют 5-контактные MIDI-разъемы для передачи данных, обычно поэтому клавиатуру можно подключить к компьютеру или другому электронному музыкальному инструменту, такому как синтезатор, драм - машина или звуковой модуль . используется как MIDI-контроллер . Не все клавиатуры имеют обычные MIDI-разъемы и разъемы. Самые дешевые модели могут не иметь MIDI-подключений. Клавиатуры после 2000-х годов могут иметь USBвместо этого они служат как входом, так и выходом в одном соединении. с 2010-х годов обычные входные / выходные MIDI-терминалы доступны только в профессиональных клавиатурах, сценических пианино и синтезаторах высокого класса, в то время как недорогие домашние клавиатуры, цифровые пианино и бюджетные синтезаторы используют USB как единственное доступное соединение.
- Флэш-память : некоторые электронные клавишные инструменты имеют небольшой объем встроенной памяти для хранения MIDI-данных и/или записанных песен.
- Внешнее запоминающее устройство : обычно доступно на профессиональных клавиатурах и синтезаторах, оно позволяет пользователю хранить данные на внешних носителях, таких как картриджи ПЗУ , дискеты , карты памяти и USB-накопители . К началу 2000-х дискеты и картриджи устарели, и вскоре после этого их начали заменять карты памяти. Первоначально USB-накопители были менее распространены в то время, но позже они были популяризированы линейкой клавиатур Yamaha для рабочих станций в 2005 году и с тех пор стали стандартной функцией. Большинство клавиатур с 2010-х годов используют USB-накопитель, за исключением некоторых моделей Casio и Korg .
- Подставка для нот : металлическая или пластиковая подставка для нот или музыкальных книг в вертикальном положении. Пюпитр обычно съемный, чтобы облегчить хранение и транспортировку.
- Разъем сустейна : если домашняя клавиатура имеет функцию сустейна, повторяющую устройство, используемое на акустических пианино, предоставляется только разъем 1/4 дюйма. Музыкант должен купить отдельную педаль сустейна и подключить ее. Для сравнения, на цифровом пианино , педаль сустейна часто встроена в раму.Наименее дорогие домашние клавиатуры не имеют функции сустейна или разъема для педали сустейна, что ограничивает их использование начинающими.

## Классификации
- Цифровое пианино — электронные клавиатуры, созданные для того, чтобы звучать и ощущаться как обычное акустическое пианино . Обычно они содержат усилитель и громкоговорители , встроенные в инструмент. В большинстве случаев они могут полностью заменить акустические фортепиано и предоставить несколько функций, таких как запись и сохранение файлов на компьютер. Многие цифровые пианино могут имитировать звуки нескольких инструментов, включая рояль , электрическое пианино , орган , орган Хаммонда и клавесин.. Они не чувствительны к изменению климата или влажности в помещении, а также не нуждаются в настройке, как акустические пианино. Цифровые пианино часто устанавливаются на стойки с фиксированной педалью сустейна (или другой педалью), прикрепленной к раме; как таковые, большинство из них не предназначены для транспортировки. Целевой рынок - пианисты среднего и продвинутого уровня.
- Сценическое фортепиано — тип высококачественного цифрового пианино с утяжеленными клавишами, предназначенного для профессионального гастрольного использования на сцене или в студии звукозаписи . Звуки органа Hammond и электрического пианино на сценическом фортепиано обычно более реалистичны, чем звуки цифрового пианино.
- Синтезатор — электронные клавишные, в которых используются различные технологии синтеза звука для создания большого разнообразия электронных звуков.
- Рабочая станция — профессиональные электронные клавиатуры, сочетающие в себе функции синтезатора и обычной домашней клавиатуры. Рабочие станции имеют ряд высококачественных семплированных звуков инструментов, а также широкие возможности редактирования / записи, подключение к компьютеру, мощные динамики и часто включают внешнюю память для хранения настраиваемых данных, MIDI-последовательностей и даже дополнительных сэмплов инструментов. Клавиатура рабочей станции высокого класса может включать в себя несколько функций, аналогичных компьютерному программному обеспечению цифровой звуковой рабочей станции , что позволяет использовать еще более продвинутые функции, такие как микширование, мастеринг, звуковой дизайн, создание циклов и паттернов, сочинение электронной музыки и т. д.
- MIDI-контроллер — электронная клавиатура, не издающая собственного звука. Он используется для запуска звуков из звукового модуля или программного синтезатора с помощью MIDI-кабеля и соединений. MIDI-контроллеры часто предоставляют другие ползунки, ручки и кнопки, которые позволяют игроку управлять такими элементами, как громкость.
- Клавитара - небольшой синтезатор, напоминающий гитару, на котором можно играть в том же положении, что и на электрогитаре: носить на ремне через плечо, что позволяет исполнителю перемещаться по сцене. Название представляет собой смесь клавиатуры и гитары.

По сравнению с цифровыми пианино или сценическими пианино, цифровые домашние клавиатуры обычно намного дешевле, так как они имеют невзвешенные клавиши. Как и цифровые пианино, они обычно имеют встроенные усилители и динамики. Однако сценические пианино обычно не имеют встроенных усилителей и динамиков, поскольку эти инструменты обычно подключаются к клавишному усилителю на профессиональных концертах. В отличие от синтезаторов, домашние электронные клавишные в первую очередь ориентированы не на детальное управление или создание параметров синтеза звука. Большинство домашних электронных клавишных инструментов практически не предлагают возможности управления или редактирования звуков (хотя обычно предоставляется выбор из 128 или более предустановленных звуков).

## Понятия и определения
- Автоаккомпанемент/распознавание аккордов: автоаккомпанемент используется в запрограммированных стилях для запуска определенных аккордов, которые будут звучать при нажатии одной клавиши на клавиатуре. Например, когда функция автоаккомпанемента включена и исполнитель нажимает ноту «до» в нижнем диапазоне клавиатуры, функция автоаккомпанемента будет играть аккорд до мажор. Во многих клавиатурах функция автоаккомпанемента будет воспроизводить автоматические аккорды в ритме и стиле, которые соответствуют музыкальному стилю (например, рок, поп, хип-хоп), выбранному исполнителем (см. фонограмму аккомпанемента) .раздел для получения дополнительной информации). Когда включен встроенный ритм-трек, автоаккорды будут воспроизводиться автоматически в темпе ритм-трека. Многие клавиатуры имеют возможность формировать басовые аккорды, а также многие другие сложные аккорды.
- Демонстрация: большинство клавишных инструментов имеют предварительно запрограммированные демонстрационные песни. Как следует из названия «демонстрация», одно из применений этих предварительно запрограммированных песен - это использование продавцом для демонстрации возможностей клавиатуры с точки зрения ее различных голосов и эффектов. Демонстрационные песни также можно использовать для развлечения и обучения. Некоторые клавиатуры имеют функцию обучения, которая указывает на дисплее ноты, которые нужно сыграть, и ждет, пока игрок нажмет нужную.
- Чувствительность к скорости нажатия (в некоторых руководствах также встречается под ключевым словом « чувствительность к прикосновению »): в то время как самые дешевые клавиатуры представляют собой просто переключатели «вкл-выкл», инструменты среднего и высокого диапазона имитируют процесс генерации звука в хордофонах (струнных инструментах), которые чувствительны к скорости (или «жесткости») нажатия клавиши. Инструменты среднего диапазона могут иметь только два или три уровня чувствительности (например, тихий-средний-громкий). Более дорогие модели могут иметь более широкий диапазон чувствительности. Для реализации на каждую клавишу установлено два датчика: первый датчик определяет, когда клавиша начинает нажиматься, а другой срабатывает, когда клавиша полностью нажата. На некоторых электронных клавишных или цифровых пианино более высокого класса, установлен третий датчик. Этот третий датчик позволяет игроку ударять по клавише и по-прежнему воспроизводить ноту, даже если клавиша еще не полностью пришла в исходное положение, что позволяет быстрее (и точнее) воспроизводить повторяющиеся ноты. Время между двумя (или тремя) сигналами позволяет клавиатуре определить скорость нажатия клавиши. Поскольку вес ключа постоянен, эту скорость можно рассматривать как силу нажатия. На основе этого значения звуковой генератор производит соответственно громкий или тихий звук. Наименее сложные типы сенсорной чувствительности заставляют клавиатуру изменять громкость голоса инструмента. Самые сложные, дорогие типы вызывают как изменение громкости, так и изменение тембра. который имитирует то, как очень сильные удары по фортепиано или электрическому пианино вызывают разницу в тоне, а также увеличение громкости. Некоторые сложные сенсорные системы достигают этого, имея несколько образцов ноты акустического инструмента для каждой клавиши (например, мягкий удар, средний удар и сильный удар). В качестве альтернативы аналогичный эффект может быть достигнут с помощью синтеза-моделирования огибающей ADSR или цифрового моделирования (например, для жесткого удара клавиатура будет добавлять тембры, связанные с жестким ударом — в случае голоса Fender Rhodes это будет быть хлестким, «лающим» звуком).
- Послекасание: функция, появившаяся в конце 1980-х (хотя синтезаторы, такие как CS-80, широко используемые такими артистами, как Вангелис , имели послекасание еще в 1977 году), благодаря чему динамика добавляется после нажатия клавиши, что позволяет модулировать звук. каким-либо образом (например, затухать или возвращаться), в зависимости от силы нажатия на клавиатуру. Например, в некоторых синтезаторных тембрах, если клавиша продолжает сильно нажиматься после того, как прозвучала начальная нота, клавиатура добавит такой эффект, как вибрато или сустейн. Послекасание встречается во многих синтезаторах среднего и высокого диапазона и является важным источником модуляции на современных клавиатурах. Послекасание наиболее распространено в музыке середины-конца 1980-х годов, например, вступительная подушечка для струны в песне Cock Robin. Когда ваше сердце слабое , что возможно только с использованием послекасания (или одной рукой на регуляторе громкости). Послекасание обычно не встречается на недорогих домашних клавиатурах начального уровня.
- Полифония: в терминологии цифровой музыки полифония относится к максимальному количеству нот, которые могут быть воспроизведены звуковым генератором одновременно. Полифония обеспечивает значительно более плавные и естественные переходы между нотами. Недорогие игрушечные электронные клавиатуры, предназначенные для детей, обычно могут воспроизводить только пять-десять нот за раз. Многие недорогие клавиатуры могут воспроизводить 24 или 32 ноты за раз. Более продвинутые клавиатуры могут воспроизводить более 48 нот за раз, обычно 64 или 128 нот. Цифровые пианино имеют более сложную полифоническую систему и могут воспроизводить до 256 нот.
- Мультитембр: возможность одновременного воспроизведения звука более чем одного инструмента, например, способность Roland MT-32 воспроизводить до восьми разных инструментов одновременно.
- Точка разделения: Точка на клавиатуре, где можно разделить выбор инструмента, чтобы можно было играть на двух инструментах одновременно. В конце 1980-х было принято использовать MIDI-контроллер для управления более чем одной клавиатурой с одного устройства. MIDI-контроллер не имел собственного звука, но был разработан с единственной целью - предоставить доступ к большему количеству элементов управления звуком для целей исполнения. MIDI-контроллеры позволяли разделить клавиатуру на две или более секций и назначать каждую секцию MIDI-каналу для отправки данных нот на внешнюю клавиатуру. Многие потребительские клавиатуры предлагают по крайней мере одно разделение, чтобы отделить аккорды баса или автоаккомпанемента от инструмента мелодии.
- Мини-клавиши: большинство электронных клавиатур имеют клавиши, размер которых аналогичен клавишам акустического фортепиано. Некоторые электронные клавиатуры имеют мини-клавиши либо потому, что они предназначены для детей, либо для того, чтобы сделать инструмент меньше и портативнее.
- Фонограммы аккомпанемента: предварительно запрограммированные дорожки музыкального сопровождения (также называемые некоторыми производителями ритм-паттерном или стилем ритма ) состоят из множества жанров, которые может использовать проигрыватель (например, поп, рок, джаз, кантри, регги). Клавиатура воспроизводит аккорды и ритм, соответствующие выбранному жанру. Вообще запрограммированные минусовки обычно имитируют звучание ритм-секции или ансамбля . Некоторые клавиатуры могут включать функцию, которая позволяет исполнителю создавать, сочинять и настраивать собственный аккомпанемент. Эта функция обычно называется секвенсором паттернов , композитором ритма или создателем стиля..
  - В дополнение к основным дорожкам аккомпанемента некоторые клавиатуры имеют дополнительную функцию воспроизведения различных лупов вместе с самой дорожкой сопровождения.
- Разделы аккомпанемента и синхронизация: обычно минусовки состоят из двух-четырех разделов, а также шаблонов вставок, шаблонов вступления / окончания и различных синхронизаций для улучшения эффектов аккомпанемента.
- Темп: параметр, определяющий скорость ритмов, аккордов и другого автоматически генерируемого контента на электронных клавишных. Единицей этого параметра являются удары в минуту . Многие клавиатуры оснащены звуковыми или визуальными метрономами (с использованием графики на части дисплея), чтобы помочь игрокам следить за временем.
- Автогармонизация: функция некоторых клавиатур, которая автоматически добавляет второстепенные тона к ноте на основе аккордов, заданных системой аккомпанемента, чтобы упростить гармонизацию для игроков, которые не могут вносить сложные изменения аккордов левой рукой.
- Колесики и регуляторы: используются для добавления к звуку эффектов, которых нет по умолчанию, таких как вибрато , панорамирование , тремоло , изменение высоты тона и так далее. Обычным колесом на современных клавиатурах является изменение высоты тона, регулирующее высоту ноты обычно в диапазоне ± 1 тон . Колесо изменения высоты тона обычно находится слева от клавиатуры и представляет собой подпружиненный потенциометр .
- Drawbars: обычно встречается только на дорогих клавишных и рабочих станциях высокого класса. Эта функция позволяет исполнителю имитировать цифровые звуки электронного органа с тоновым колесом (отсюда и регистр ). Он состоит из девяти редактируемых виртуальных ползунков, которые напоминают тяги органа с тоновым колесом, и имеет различные эффекты, такие как вращающийся динамик, перкуссия и тремоло. Настройку можно сохранить в пользовательской памяти клавиатуры или на запоминающем устройстве.
- Моделирование фортепиано: общая функция цифрового пианино , сценического фортепиано и высокопроизводительных рабочих станций, позволяющая в реальном времени имитировать семплированный звук фортепиано . Он обеспечивает различные эффекты, связанные с фортепиано, такие как реверберация помещения, симпатический резонанс , положение крышки фортепиано (как на рояле) и настройки для регулировки настройки и общего качества звука.
- Действие клавиатуры описывает механизм и ощущение клавиатуры. Клавиатуры можно условно разделить на невзвешенные и взвешенные.
  - Клавиатуры без утяжеления имеют легкое, упругое ощущение клавиш, похожее на действие органа. В наименее дорогих клавиатурах, часто с неполноразмерными клавишами, используются клавиши, установленные на мягких резиновых подушечках, которые также действуют как электронные переключатели. В большинстве электронных клавиатур используются подпружиненные клавиши, которые делают невозможными некоторые приемы игры, например взмахи рукой, но делают клавиатуру легче и ее легче транспортировать. Игроки, привыкшие к клавишам акустического пианино, могут найти неутяжеленные пружинные клавиатуры неудобными и трудными для эффективной игры. И наоборот, клавишники, привыкшие к невзвешенному действию, могут столкнуться с трудностями и дискомфортом при игре на акустическом пианино.
  - Клавиатуры с утяжелением указывают на то, что были предприняты некоторые усилия, чтобы придать клавиатуре большее сопротивление и отзывчивость, как у акустического фортепиано.
    - Полувзвешенные клавиши — это термин, применяемый к клавиатурам с пружинным механизмом, таким как неутяжеленные клавиатуры, но с дополнительным весом, добавленным к клавишам, чтобы придать им большее сопротивление и отзывчивость.
    - В клавишах молоточкового действия используется какой-то механизм, имитирующий действие механического пианино. Это часто достигается с помощью какого-либо рычажного механизма, соединенного с ключом.
    - Клавиши градуированного молоточкового действия делают то же самое, что и клавиши молоточкового действия, но также по-разному ощущаются на низких и высоких нотах, как на клавиатуре механического пианино. Клавиши нижних нот имеют более высокое сопротивление, чем клавиши верхних нот.

## MIDI-управление
MIDI, цифровой интерфейс музыкальных инструментов, представляет собой последовательное соединение для передачи данных, которое работает с инструментами любой марки и модели, которые его поддерживают.
Электронные клавиатуры обычно используют MIDIсигналы для отправки и получения данных, стандартный формат, который в настоящее время повсеместно используется в большинстве цифровых электронных музыкальных инструментов. В простейшем примере электронной клавиатуры MIDI-сообщения будут отправляться при нажатии ноты на клавиатуре и определять, какая нота нажата и как долго. Кроме того, большинство электронных клавиатур теперь имеют функцию «чувствительности к силе нажатия» или «отклика на касание», которая работает с помощью дополнительного датчика в каждой клавише, который оценивает силу нажатия каждой ноты по разнице во времени между моментом, когда клавиша начинает нажиматься. нажата и когда она нажата полностью. Значения, рассчитанные этими датчиками, затем преобразуются в данные MIDI, которые дают значение скорости для каждой ноты, которое обычно прямо пропорционально амплитуде ноты при воспроизведении.
MIDI-данные также можно использовать для добавления цифровых эффектов к воспроизводимым звукам, таких как реверберация , хорус , задержка и тремоло . Эти эффекты обычно сопоставляются с тремя из 127 элементов управления MIDI в инфраструктуре клавиатуры — один для реверберации, один для хоруса и один для других эффектов — и обычно настраиваются через графический интерфейс клавиатуры. Кроме того, многие клавиатуры имеют эффекты «автогармонии», которые дополняют каждую сыгранную ноту одной или несколькими нотами более высокого или более низкого тона, создавая интервал или аккорд .
Эффектами DSP также можно управлять на лету с помощью физических контроллеров. Электронные клавиатуры часто имеют два колеса с левой стороны, обычно известные как колесо высоты тона и колесо модуляции.. Разница между ними заключается в том, что колесо изменения высоты тона всегда возвращается в исходное положение — в центр, — в то время как колесо модуляции можно разместить свободно. По умолчанию колесо изменения высоты тона регулирует высоту ноты небольшими значениями, позволяя имитировать слайды и другие методы, которые более тонко контролируют высоту тона. Колесо модуляции обычно настроено на управление эффектом тремоло по умолчанию. Однако на большинстве электронных клавиатур пользователь сможет сопоставить любое управление MIDI с этими колесами. Профессиональные клавиатуры MIDI-контроллеров часто также имеют набор ручек и ползунков для модуляции различных элементов управления MIDI, которые часто используются для управления эффектами DSP.
Большинство электронных клавиатур также имеют разъем сзади, к которому можно подключить ножной переключатель. Наиболее распространенной функцией является имитация сустейна на фортепиано путем включения и выключения управления MIDI, которое добавляет сустейн к ноте. Однако, поскольку они также являются простыми MIDI-устройствами, ножные переключатели обычно можно настроить для включения и выключения любой функции, управляемой MIDI, например, переключение одного из эффектов DSP или автогармонии.

## Клавишный ансамбль
Во время живых выступлений на нескольких электронных клавишных можно было играть одновременно, на каждом из них один музыкант, образуя клавишный ансамбль . Клавишные ансамбли в основном исполняются в группе на сложной сцене, а некоторые могут даже служить более простой заменой более традиционному оркестру , заменяя струнные и духовые инструменты.